# Alophophion politus
Alophophion politus là một loài tò vò trong họ Ichneumonidae.